# Paul Willson
Paul Lee Willson (nacido el 25 de diciembre de 1945) es un actor estadounidense, más conocido por su trabajo en televisión. Nació en Fairmont, Minnesota, hijo de Doris Geraldine y Lee Wilford Willson.
Willson ha interpretado numerosos papeles invitados en una gran variedad de series de televisión incluyendo Full Llena como Stu en el episodio "Crimes and Michelle's Demeanor" en 1990, Curb Your Enthusiasm, Boston Public, Caroline in the City, The Newsroom y Star Trek: Voyager. 
Es más conocido por su repetido papel invitado de "Paul" en la serie de televisión Cheers (él también apareció en el spin-off de Cheers, Frasier). Su personaje originalmente se llamaba "Tom" porque Paul Vaughn ya interpretaba a un personaje llamado "Paul" en Cheers.
Durante cinco años (1986-1990), fue el vecino de Garry Shandling "Leonard Smith" en It's Garry Shandling's Show. Willson también aparecidó en The Larry Sanders Show interpretando al contable de Larry, y el hermano de Sid.
Interpretó a Ed, un vecino, en pocos episodios de Malcolm in the middle. Sus películas incluyen The Pack (1977), The Devonsville Terror (1983), My Best Friend Is a Vampire  (1987), Moving (1988), 976-EVIL (1988), Problem Child 2 (1990), Circuitry Man (1990), Plughead Rewired: Circuitry Man II (1994) y la comedia Office Space (1999) como uno de "The Bobs". Willson también apareció en los sitcoms de la CBS,  The King of Queens y The Big Bang Theory. Estuvo recientemente en un vídeo promocional para el juego de la Nintendo DS Cocina conmigo: ¿Qué preparamos hoy? con Fred Willard. 
Aunque principalmente es reconocido por su trabajo en televisión, ha sido descrito como "un gran improvisador" por Garry Shandling como resultado de su tiempo trabajando juntos haciendo improvisación a finales de la década de los 70.
Desde 2012 ha aparecido en anuncios televisivos para Safeco Insurance.